# أبليغ تيل: ريكويام
أبليغ تيل: ريكويام (بالإنجليزية: A Plague Tale: Requiem)‏ هي لعبة فيديو من تطوير شركة أسوبو ستوديو ونشر شركة فوكس هوم إنتراكتيف وهي الجزء الثاني للعبة أبليغ تيل: إينوسينس التي صدرت في 2019، من المقرر إصدار اللعبة على منصات مايكروسوفت ويندوز، بلاي ستيشن 5، إكس بوكس سيريس إكس وسيريس أس، إكس بوكس غيم باس ونينتندو سويتش، وتدعم اللغة العربية بالحوارات والنصوص.

## القصة
تدور أحداث لعبة A Plague Tale Requiem بعد إنتهاء الجزء الأول بستة أشهر، حيث لا يزال الأخوان Amicia و Hugo في رحلة للبحث عن علاج مرضه الغامض وعلاقته بالطاعون وجيوش الفئران التي تجتاح كل مكان يخطوه.

## روابط خارجية
- الموقع الرسمي